# Terry Winter Owens
Pour les articles homonymes, voir Owens.
 (février 2021).
Si vous disposez d'ouvrages ou d'articles de référence ou si vous connaissez des sites web de qualité traitant du thème abordé ici, merci de compléter l'article en donnant les références utiles à sa vérifiabilité et en les liant à la section « Notes et références ».
Terry Winter Owens, née en 1941 à New York et morte le 31 juillet 2007, est une compositrice et professeur de musique américaine.

## Biographie
Terry Winter Owens a commencé à composer à l'âge de dix ans. Elle a pris des leçons de musique encore enfant et a remporté une bourse pour étudier avec Lisa Szilagy Grad. Plus tard, elle a étudié la composition avec Ralph Shapey et Mark Brunswick et a obtenu un BA de musique au City College of New York. Elle a poursuivi ses études à l'Université de New York.
Owens a joué comme violoniste, pianiste et claveciniste avec des orchestres et des ensembles de chambre, servant de directeur musical au Staten Island Baroque Ensemble. Elle a été employée comme un pianiste pour le Richmond Opera Collection et comme premier violon à La Puma Opera Company Orchestra. En tant que pianiste soliste, elle a interprété avec beaucoup de succès un programme avec des œuvres de Georges Gurdjieff et Thomas de Hartmann (en) en Europe et aux États-Unis. Elle a aussi travaillé comme éditeur de musique indépendant et pionnière dans l'utilisation de logiciels d'édition de musique. Owens a enseigné la musique et la composition en privé, et aussi à la Neighborhood Music School of New York, et au Music Institute of Staten Island.
Owens a collaboré avec le cinéaste Douglas Morse pour le film The Lost Children de Coney Island grâce à une subvention de l'American Composers Forum. Elle a aussi composé la musique de film pour The Clearing qui a été choisi parmi plus de 300 autres pour le New York Expo 1994. La musique Owens a été jouée à New York, Dubaï, la Turquie, en Espagne, au Portugal, aux Pays-Bas et à Tokyo.

## Récompenses
- Yamaha Artist
- Nommée pour la Van Cliburn Commission 2005
- Premier Prix dans le Miriam Gideon Competition for chamber work
- Finaliste dans le Whitney Museum Two Piano Festival

## Œuvres
- 336: Sources of Light pour Marimba
- Adagio pour flûte et piano
- Air for Voice, Vokalise pour flûte et piano
- Ancient Breath of the Sea pour trompette, vibraphone, piano et récitant
- Ancient Fire pour deux pianos (1997)
- Ariadne's Crown pour deux pianos (1995)
- At the End of the Radiance in the Sky pour Shakuhachi et récitant
- Audible Landscape pour piano
- "Auf dem Letzten Hügel .. " pour violon et Marimba
- Beneath Ancient Trees pour deux contrebasses
- Bright Star pour voix et piano d'après John Keats
- Cellestial Music Book I: The Facts of Light pour violoncelle et récitant (2003)
- Connective Tissue pour violoncelle et piano
- Elegy for the Nephew of Prince Mukhransky pour piano (1997)
- Expanding Orbits  pour alto et piano sur des poésies de Rainer Maria Rilke
- Exposed on the Cliffs of the Heart pour piano (1994)
- Fox Fire pour marimba, timbales et piano
- From Underneath my Eyelids and Magnetized by the Triangular Flight pour piano et récitant
- Fünf Stücke pour flûte à bec
- Homage to Antoine de Saint-Exupéry pour trio de pianos et récitant (1992)
- Homage to Corelli, 15 Variations on an original theme, pour piano (1978)
- Homage a Mendelssohn, Vocalises pour voix et piano
- Intimations of Celestial Events pour deux pianos
- In the Fullness of Time pour deux pianos
- Klage pour clarinette, triangle d'après Rainer Maria Rilke
- Lay Your Shadow on the Sundials pour deux bassons et récitant
- Letters to Richard Feynman pour un duo de percussionnistes et un récitant
- Music from the Year of the Comet pour flûte et piano
- My Room and This Vastness pour quatuor à cordes
- Of The Sound pour orchestre
- Peace Anthem pour soprano, chœur mixte, piano, glockenspiel et récitant
- Percussive Ruminations pour six percussionnistes et récitant
- Pianophoria no 1 pour piano
- Pianophoria no 2 pour piano
- Pianophoria no 3 pour deux pianos (1995)
- Red Shift pour piano et récitant (2001)
- Reflections from the Face of the Eiger pour trompette, violon, glockenspiel et piano
- Rendezvous with Hyakutake pour piano (1996)
- Rhapsodies  pour flûte et piano
- Rhapsody from the Fabric of Spacetime pour piano
- Rilke Sings pour chœur mixte, piano et timbales
- Scenes from All and Everything pour orchestre
- Sentient Rock, Living Ice pour flûte, violon, percussions et piano
- Ships of St. Venoma pour flûte et piano
- Spectral Glow pour piano et récitant (2002)
- Supernova pour flûte et récitant
- Ten Preludes pour vibraphone
- The Bending of the Light and the Resonant Continuum pour piano et récitant (2003)
- The Clearing, musique de film pour deux flûtes, piano et timbales
- The Eighth Elegy Voice pour récitant/chanteur, violon et piano d'après les Duineser Elegien de Rilke
- The Last Sweetness pour flûte, piano et récitant
- The New Jerusalem pour soprano, baryton, chœur mixte, flûte, piano et triangle (1991)
- The Pure Space Into Which Flowers Endlessly Open pour trio de pianos et récitant
- The Rapture of Beta Lyrae pour piano (1998)
- The Still Point pour piano
- Three Pieces pour piano et timbales
- Toccata pour piano (1990)
- Vectors pour piano
- Visits with Friends Duette pour soprano et flûte à bec alto
- When My Senses Deepen pour piano (2003)
- Wind, Sand and Stars: Five Rhapsodies pour viole d'amour et piano
- Woodwind quintet

## Sources
- (en)/(de) Cet article est partiellement ou en totalité issu des articles intitulés en anglais « Terry Winter Owens » (voir la liste des auteurs) et en allemand « Terry Winter Owens » (voir la liste des auteurs).